# Gångholmen
Gångholmen är en bebyggelse vid slutet av länsväg 537 i Västerås-Barkarö socken i Västerås kommun. Mellan 2015 och 2020 avgränsade SCB här en småort.